# Julie Skinner
Pour les articles homonymes, voir Skinner.
Julie Skinner, née Julie Sutton est une curleuse canadienne née le 23 avril 1968 à Calgary, au Canada.

## Biographie
Elle est la sœur de la curleuse Jodie Sutton.

## Palmarès

### Jeux olympiques
| Édition    | Salt Lake City 2002 |
| Classement | Bronze              |

### Championnats du monde
| Édition    | Winnipeg 1991 | Glasgow 2000 |
| Classement | Argent        | Or           |